# Фрушкогорски партизански одред
Фрушкогорски народноослободилачки партизански одред био је партизански одред формиран 9. септембра 1941. на Фрушкој гори. Био је прва герилска формација у окупираном Срему, који је тада био у саставу усташке Независне Државе Хрватске (НДХ). Приликом формирања имао је око 60 бораца, а Штаб одреда сачињавали су — командант Сима Релић, политички комесар Станко Пауновић Вељко и заменик команданта Бошко Палковљевић Пинки.
Заједно са Подунавским одредом до јула 1942. извео је преко 200 акција на посаде, колоне и транспорте непријатеља, углавном делујући у ширем рејону Фрушке горе. Средином 1942, посебно у време битке за жетву, борбена активност Фрушкогорског и Подунавског одреда проширила се на подручје читавог Срема. Почетком септембра 1942. Фрушкогорски одред је реорганизован у Први фрушкогорски батаљон, који је укључен у тада формирани Трећи сремски партизански одред.

## Позадина
Почетком августа 1941. године, прва одметничка група се оформила кад су усташе ухапсиле и затвориле у Бешеновачки манастир Славка Никшића, Кају Релић и Живка Бјегојевића, познатог борца радничког покрета. Сима Релић је са Газибарићем и Жицарем напао и разоружао стражаре испред манастира и ослободио затворенике, након чега су се одметнули на Фрушку гору.
У ноћи 21/22. августа 1941. године из завода у Сремској Митровици побегла су 32 политичка затвореника, већином чланови КПЈ. Бекство су организовали казнионички комитети КПЈ и ОК СКОЈ-а за Срем. Након пар дана одбегли комунисти су се спојили са оружаном групом која се већ налазила на Фрушкој гори. Спектакуларно бекство, организовано од сремских омладинаца, је имало велики мобилизациони значај у целој области.
Дана 24. августа у Бешеновачком Прњавору (код Ирига) Иришка партијска организација дотурила 15 пушака и 2 сандука муниције фрушкогорским партизанима.
Дана 26. августа на Черевићкој карлици (близу села Черевића, код Петроварадина) јача група усташа и жандарма окружила је логор фрушкогорских партизана, али су ови, после дуже борбе, успели да се пребаце у нови логор на Хајдучком брегу.
Дана 28. августа из Ирига, по одлуци ОК КПЈ за Срем једна десетина бораца стигла на Фрушку гору и прикључила се комунистима ослобођеним из казнионе у Сремској Митровици. Неколико дана после великог бекства комуниста, на Фрушкој гори се нашло преко 60 партизана.

## Оснивање одреда
Дана 9. септембра 1941. године, на Хајдучком брегу на Фрушкој гори, по одлуци ОК КПЈ за Срем, формиран је Фрушкогорски НОП одред. Први командант Фрушкогорског одреда био је Сима Релић, за његовог заменика постављен је омладинац Бошко Палковљевић Пинки, а за политичког комесара одбегли робијаш-комуниста Станко Пауновић Вељко. Том приликом је положена заклетва бораца одреда. У првом борбеном строју било је 65 партизана, наоружаних са 50 пушака, три пушкомитраљеза и око 100 бомби. У партизанском кампу је био организован идеолошки рад по групама, који су углавном руководили одбегли политички затвореници.
1. септембра се појавио и први број првог устаничког листа „Фрушкогорски партизан”, који је уредио Маријан Стилиновић. Он је написао и „Песму сремских партизана", а Радован Вуковић „Партизанку", најпопуларнију партизанску песму, коју су касније певали у многим крајевима Југославије.[4]

Дана 11. септембра 1941. на Хајдучком брегу (на Фрушкој гори) делови Фрушкогорског НОП одреда одбили напад жандарма из села Гргуреваца (код Сремске Митровице).
У септембру 1941. године, по одлуци ЦК КПЈ, из Фрушкогорског НОП одреда, са територије НДХ прешло је у устаничку Србију 25 ослобођених робијаша.

## Народни хероји
Неки од бораца Фрушкогорског партизанског одреда који су проглашени за народне хероје:
- Слободан Бајић Паја
- Јован Бељански
- Милан Јешић Ибра
- Димитрије Лазаров Раша
- Лазар Марковић Чађа
- Бошко Палковљевић Пинки
- Станко Пауновић Вељко
- Марко Перичин Камењар
- Стеван Петровић Бриле
- Пашко Ромац